# Giacomo Maccari
Giacomo Maccari o Macari (Roma, 1700 circa – Venezia, post 1744) è stato un compositore italiano.
Di Maccari non si sa nulla sino a quando il 15 dicembre 1720 divenne musico tenore presso la cappella ducale di San Marco a Venezia. La sua prima opera fu il melodramma Adaloaldo furioso, il quale venne dato al Teatro San Moisè durante il carnevale del 1727. Gli altri suoi lavori teatrali che seguirono, quasi tutti basati su libretti di Carlo Goldoni, furono per lo più musicati per il Teatro San Samuele, dove tra il 1734 e il 1743 operava una compagnia di commedianti, alla quale Maccari era strettamente legato.
Nessuno dei suoi lavori giunge sino a noi, però su di lui Goldoni disse: il suo stile facile e chiaro fu ben adattato alle esigenze di questo tipo di rappresentazioni.

## Lavori noti
- Adaloaldo furioso (melodramma, libretto di Antonio Maria Lucchini, carnevale 1727, Venezia)
- La pupilla (intermezzo, libretto di Carlo Goldoni, 1734, Venezia)
- Il conte Copano (intermezzo, libretto di Antonio Gori e Giuseppe Imer, 1734, Venezia)
- Ottaviano trionfante di Marc'Antonio (dramma comico, libretto di P. Miti, carnevale 1735, Venezia)
- La fondazione di Venezia (divertimento per musica con prologo e 11 scene, libretto di Carlo Goldoni, autunno 1736, Venezia)
- Lucrezia Romana in Costantinopoli (dramma comico in tre atti, libretto di Carlo Goldoni, carnevale 1743, Venezia)
- La contessina (dramma per musica in tre atti, libretto di Carlo Goldoni, 26 dicembre 1742, Teatro San Samuele di Venezia)
- Cantata per contralto e basso continuo
- La finta schiava (dramma per musica, libretto di Francesco Silvani,  fiera dell’Ascensione del 1744, Teatro Sant'Angelo di Venezia[1])

## Lavori dubbi
- La birba (intermezzo, libretto di Carlo Goldoni, carnevale 1735, Venezia)
- L'ippocondriaco (intermezzo, libretto di Carlo Goldoni, ottobre 1735, Venezia)
- Aristide (dramma eroicomico per musica, libretto di Carlo Goldoni, autunno 1735, Venezia; attribuito anche ad Antonio Vandini)
- Monsieur Petiton (intermezzo, libretto di Carlo Goldoni, autunno 1736, Venezia)
- La bottega del caffè (intermezzo, libretto di Carlo Goldoni, ottobre 1736, Venezia)
- L'amante cabala (intermezzo, libretto di Carlo Goldoni, autunno 1736, Venezia)